# Phalacrus fimetarius
Phalacrus fimetarius – gatunek chrząszcza z rodziny pleszakowatych.

## Taksonomia
Gatunek ten opisany został po raz pierwszy w 1775 przez Johana Christiana Fabriciusa pod nazwą Sphaeridium fimetarium.

## Morfologia
Chrząszcz o owalnym, wysklepionym ciele długości od 2 do 3,5 mm. Ubarwiony jest głównie czarno. Czułki mają biczyk o członach trzecim i czwartym trochę krótszych niż pozostałe razem wzięte, a buławce z ostatnim członem owalnym, tak długim jak dwa poprzednie razem wzięte. Przedplecze jest trapezowate, delikatnie i stosunkowo gęsto punktowane. Powierzchnia dużej, trójkątnej w zarysie tarczki jest połyskująca, bardzo delikatnie punktowana. Na powierzchni pokryw występuje mikrorzeźba oraz bardzo delikatne, rozrzedzone, miejscami układające w jeden lub dwa rzędy punktowanie. Rząd przyszwowy jest wyraźny i pojedynczy. Zapiersie ma półkoliste linie biodrowe. Odnóża przedniej pary mają na zewnętrznej krawędzi goleni 5 kolców szerzej rozstawionych oraz od 8 do 11 kolców upakowanych w gęsty grzebień.

## Ekologia i występowanie
Owad ciepłolubny, kserotermofilny. Jest mykofagiem żerującym na zarodnikach grzybów. Larwy przechodzą rozwój w porażonych workowcami nasionach traw z takich gatunków jak kłosownica pierzasta, ostnica włosowata i ostnica Jana. Aktywne osobniki dorosłe spotykane są na kwiatach traw od kwietnia do czerwca. Stanowią stadium zimujące.
Gatunek palearktyczny, znany z Wielkiej Brytanii, Francji, Belgii, Holandii, Niemiec, Szwajcarii, Austrii, Włoch, Malty, Danii, Szwecji, Finlandii, Estonii, Łotwy, Litwy, Polski, Czech, Słowacji, Węgier, Ukrainy, Rumunii, Bułgarii, Grecji, europejskiej i syberyjskiej części Rosji, Cypru, anatolijskiej części Turcji, Zakaukazia, wybrzeży Morza Kaspijskiego oraz Afryki Północnej.